# Шаньков, Михаил Юрьевич
Михаил Юрьевич Шаньков (род. 29 июля 1962 года, Куйбышев, РСФСР, СССР) — советский и российский художник, член-корреспондент Российской академии художеств (2002), профессор (2025).

## Биография
Родился 29 июля 1962 года в Куйбышеве (сейчас — Самара), живёт и работает в Москве.
В 1983 году окончил Московское художественное училище памяти революции 1905 года.
В 1991 году окончил Московский художественный институт имени В. И. Сурикова, мастерская портрета И. С. Глазунова.
С 1991 по 1992 годы по приглашению работал в США: в Нью-Хэмпшире и Массачусетсе, участвовал в создании галереи Шереметевых «Русское искусство» в Бостоне, проводил класс портрета в художественном центре Шарон, штат Вермонт, США.
С 1993 по 2005 годы — работал в Российской академии живописи, ваяния и зодчества Ильи Глазунова: преподаватель композиции в мастерской исторической живописи; доцент кафедры живописи и рисунка; профессор, руководитель мастерской исторической живописи; профессор, заведующий кафедрой рисунка; профессор, заведующий кафедрой живописи и рисунка.
С 2012 по 2023  годы— преподаватель и заведующий кафедрой композиции Московского государственного академического художественного училища памяти 1905 года.
С 2017 года — профессор кафедры композиции Российской академии живописи, ваяния и зодчества Ильи Глазунова.
В 2002 году избран членом-корреспондентом Российской академии художеств от Отделения живописи.
В 2022 году награжден серебряной медалью Российской академии художеств.

### Семья
- отец — Шаньков Юрий Иванович (1937-2023) — писатель прозаик и поэт, член союза писателей СССР
- мать — Шанькова Галина Николаевна (1943) — технический редактор книг и журналов

## Творческая деятельность
Основные произведения: Засадный полк (1991 г.),
Остановка (1993 г.), Дворцовая площадь (1999 г.), Крещение Руси (2003 г.),
Командор Витус Беринг (2009 г.), Полтава. Кубок победы (2009 г.),
Святитель Иннокентий Вениаминов (2010 г.),
Казаки в Париже (2013 г.),
Российский Престол (2013 г.)
Занимается книжной графикой, в его оформлении печатаются издания Льва Толстого, Николая Лескова, Максима Горького, Александра Ширяевца, Юрия Шанькова.
С 1994 года — участник различных выставок.
Монографии, научные труды:
- Иллюстрированное издание «Михаил Шаньков». М.: «Изобразительное искусство», 1995.
- Литературно-художественное издание: Михаил Шаньков «Да будет воля Твоя». М.: «Амарант», 2001.
- Автор литературно-художественного издания «Записки художника». М.: «Амарант», 2002.
- Составитель иллюстрированного юбилейного издания «Российская академия живописи, ваяния и зодчества». М.: «Белый город», 2002.
- Иллюстрированное издание «Михаил Шаньков. Россия — USA, США — Russia». М.: «Амарант», 2003.
- Иллюстрированное издание «Михаил Шаньков». М.: «Белый город», 2003.
- М. Ю. Шаньков «Кто мы такие и кого растим?» // «Альманах Пространство и Время», т.8. Вып.1, 2015
- Иллюстрированное издание «Михаил Шаньков». М.: «Белый город. Воскресный день», 2016.
- Литературно-художественное издание «Точка пробуждения». М.: «Амарант», 2020.
- «Исторический марафон по стезям отечественной школы живописи» учебное пособие для студентов средних специальных и высших художественных учебных заведений, М.: «Амарант», 2021.
- Художник и копирование: учебно-методическое пособие / Москва: Амарант, 2023.
- Фигура, группа, силуэт: учебно-методическое пособие / Москва: Амарант, 2023.
- Диего Веласкес – художник Истины: учебно-методическое пособие / Москва: Амарант, 2023.
- Контраст: учебно-методическое пособие /Москва: Амарант, 2023.

## Персональные выставки
- 1987 — «Михаил Шаньков. Живопись». Центральный Дом Советской Армии, Россия, Москва.
- 1991 – Демонстрация картины “Засадный полк”,1991, х.,м.225х450. Ельский университет, Нью Хейвен, США.
- 1991—1992 — Галерея Шереметевых «Русское искусство». Бостон, США.
- 2003 — «Михаил Шаньков. Живопись». Духовная семинария, Россия, Самара.
- 2005 — «Михаил Шаньков. Живопись». Самарский художественный музей, Россия, Самара.
- 2006 — «По миру с этюдником». ЦДХ, Россия, Москва.
- 2007 — «Мастер и ученики». Дом Художника, Самара.
- 2008 — «А я с Волги!». ЦДХ, Россия. Москва.
- 2008 — «Весенний просмотр четверть века спустя». МАХУ памяти 1905 года. Россия, Москва.
- 2008 — «Михаил Шаньков. Живопись». Международный фонд славянской письменности и культуры". Россия, Москва.
- 2009 — «Близкое-далекое». Серпуховский историко-художественный музей. Россия, Серпухов.
- 2011 — «Открытая Америка». Галерея Измайлово, Россия, Москва.
- 2011 – ”Россия-USA,CША-Russia”- галерея “Art Plaza”, Россия, г.Тольятти.
- 2013 — «Global Russian Art». Париж, галерея «Art’Miss».
- 2017 — «Михаил Шаньков. Живопись». Дом Озерова,Россия,Коломна.
- 2019 — Выставка в КЦ у Покровских ворот. Москва.
- 2019 – Выставка живописных произведений на открытии КЦ Фонда “Русская инициатива” на Озерковской набережной. Москва.
- 2022 — Выставка картины «Полтава. Кубок Победы». Международный союз музыкальных деятелей. Москва, Брюсов переулок, 2/14 с.8.
- 2022 — Выставка эскизов к картине «Полтава. Кубок Победы». Международный союз музыкальных деятелей. Москва, Брюсов переулок, 2/14 с.8.
- 2023 — «Сочинение в красках». Государственная публичная историческая библиотека России.